# Flaga Mauretanii
Flaga Mauretanii – przedstawia umieszczone centralnie na zielonym tle złoty półksiężyc i gwiazdę – symbolizują zarówno islam, jak i Saharę. Zieleń oznacza także islam oraz nadzieję. Proporcje 2:3.

## Historia
Flaga została wprowadzona 1 kwietnia 1959 roku.
5 sierpnia 2017 Mauretańczycy zdecydowali w referendum o dodaniu u góry i na dole flagi dwóch czerwonych pasków mających symbolizować krew przelaną przez walczących o niepodległość kraju od Francji. Za zmianą flagi opowiedziało się 85,6% głosujących, natomiast przeciwko – 9,9%.

## Historyczne wersje flagi

Flaga Mauretanii w latach 1959–2017